# Hirotaka Tameda
Hirotaka Tameda (為田 大貴 Tameda Hirotaka?, Nagasaki, Nagasaki, 24 de agosto de 1993) es un futbolista japonés que juega como centrocampista en el Júbilo Iwata de la J2 League.

## Trayectoria

### Clubes
| Club                      | País  | Año       |
| ------------------------- | ----- | --------- |
| Oita Trinita              | Japón | 2010-2015 |
| Avispa Fukuoka            | Japón | 2016-2017 |
| JEF United Chiba (cedido) | Japón | 2017      |
| JEF United Chiba          | Japón | 2018-2020 |
| Cerezo Osaka              | Japón | 2021-2024 |
| Júbilo Iwata              | Japón | 2025-     |